# Catocala wushensis
Catocala wushensis là một loài bướm đêm thuộc họ Erebidae. Nó được tìm thấy ở Đài Loan.
Sải cánh dài khoảng 74 mm.